# Mizuńka
Mizuńka (ukr. Мизунка Myzunka) – rzeka płynąca przez rejon doliński obwodu iwanofrankiwskiego Ukrainy, lewy dopływ Świcy.
Długość rzeki wynosi 51 km, powierzchnia dorzecza 344 km². Jest uważana za granicę pomiędzy Beskidami a Gorganami. Źródła znajdują się w dolinie pomiędzy szczytami Menczył (1450 m n.p.m.) i Magura (1107 m n.p.m.). 
Na rzece znajduje się niewielka elektrownia wodna.